# الوهابية تشوه الإسلام (كتاب)
الوهابية تشوه الإسلام هو كتاب بقلم نخبة من علماء مصر، يتحدث عن ارتباط الوهابية بالاستعمار البريطاني وعلاقتها بالجاسوس البريطاني همفر الذي أوفدته بريطانيا إلى الحجاز، كما أنه يفند المباني الدينية الباطلة التي تقوم على أساسها الوهابية.

## نبذة عن أهداف الكتاب
يرى الكتاب أن الفكر الوهابي الذي غزا مصر بأموال البترودولار خطر على العلم والأمن والتقدم وفكرة المواطنة، فهذا الفكر ضد الحضارة الحديثة وضد المرأة وضد الأديان والعقائد الأخرى. ويكفي – وفقاً للكتاب – أن نقرأ فتوى وجوب هدم الكنائس (فتوى لجنة الإفتاء السعودية برئاسة عبد العزيز آل الشيخ) وفتوى تحريم البدء بإلقاء السلام على النصارى لابن العثيمين، وعدم تهنئتهم بأعيادهم وعدم القصاص لهم تنفيذاً لفتوى لا يقتل المسلم بالكافر.
كما يشير الكتاب على أن ثورة الوهابية تمت بهدم بيت الرسول محمد صلى الله عليه وسلم وبيت أبي بكر ودار الأرقم وطمس كل مقابر البقيع، وأنه ولولا هجوم إبراهيم باشا لطالت نار الهدم والتخريب باقي الآثار الإسلامية. في رأي الكُتّاب استمرت الثورة الوهابية في تبني مثل هذه التخريبات حتى وصلت إلى التخريب بالفتاوى بدلاً من التخريب بالمعاول والفؤوس، حيث تنتمي بعض الفتاوى إلى عالم الكوميديا السوداء – على حسب تعبير الكتاب – بداية من تحريم لعبة البوكيمون حتى فتوى تحريم علم الجيولوجيا لصالح الفوزان، مروراً بتحريم اللغة الإنجليزية لابن عثيمين، وتحريم إهداء الزهور للجنة الإفتاء الدائمة، وفتوى تحريم رنات الهاتف الخلوي لمحمد صالح المنجد، لفتوى تحريم الجغرافيا، وفتوى تحريم لعب كرة القدم لعبد الله النجدي، ثم الفتوى الأشهر لابن باز بتكفير كل من يقول بدوران الأرض حول الشمس.
وتقوم الدعوة الوهابية كما يشير الكتاب على ثلاث دعامات رئيسية لتشويه الإسلام والعودة إلى الجاهلية:
1. التطرف الديني لهدم الدين وتنفير المسلمين وغير المسلمين من الإسلام.
2. إحياء آلاف الأحاديث الموضوعة والمكذوبة لتأييد مذهبهم وتشويه الدين والتي تسييء إلى الرسول وتؤخر المسلمين.
3. العبث في تفسير القرآن من خلال تفسير الكثير من الآيات وفق أهوائهم وما تقتضيه مصالحهم.

## وصلات خارجية
- قراءة الكتاب أونلاين بدون تحميل
- المصري اليوم: الوهابية تشوه الإسلام
- مصرس: الوهابية تشوه الإسلام كتاب لمجموعة علماء
- وكالة كنوز ميديا: الوهابية وحرب الفتاوى